# Powiat de Lubaczów
Le powiat de Lubaczów (en polonais : powiat lubaczowski) est un powiat appartenant à la voïvodie des Basses-Carpates dans le sud-est de la Pologne.

## Division administrative
Le powiat compte 8 communes :
- 1 commune urbaine : Lubaczów ;

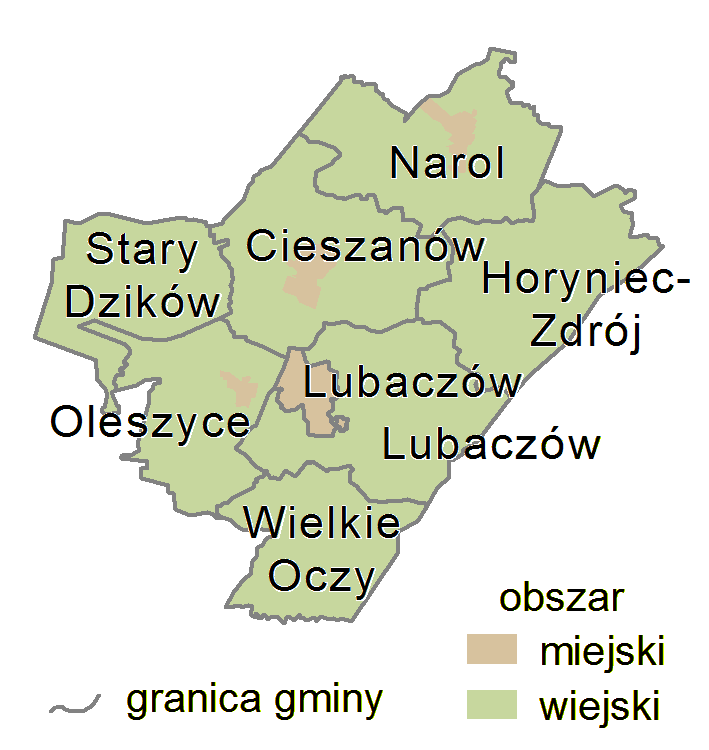
Carte du powiat (partie urbaine en marron et rurale en vert)

- 4 communes rurales : Horyniec-Zdrój, Lubaczów, Stary Dzików et Wielkie Oczy ;
- 3 communes mixtes : Cieszanów, Narol et Oleszyce.

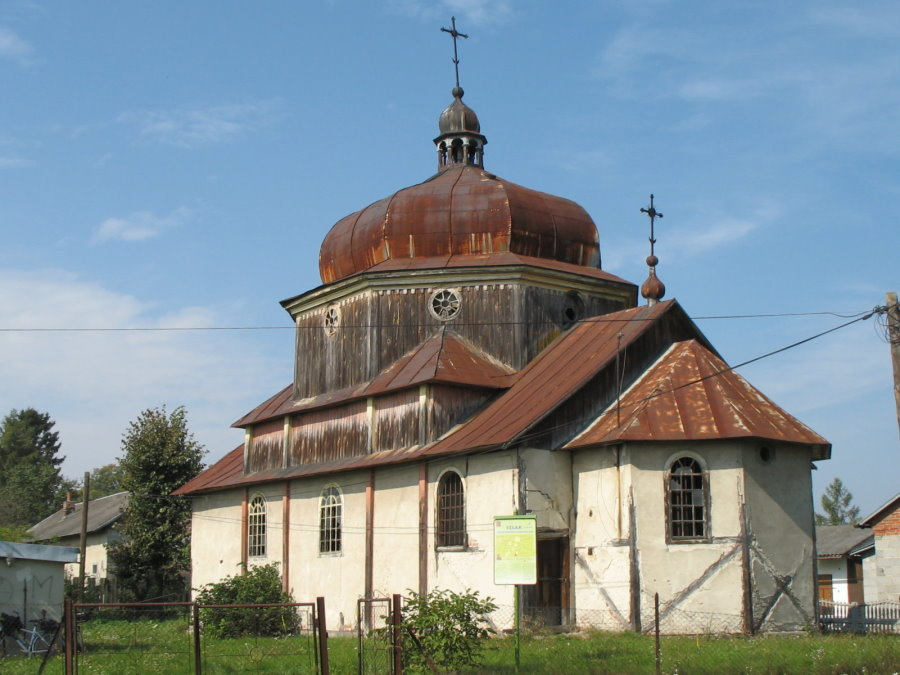
Église de Wielkie Oczy.